# ラスト レムナント
『ラスト レムナント』（THE LAST REMNANT）は、スクウェア・エニックスより発売されたロールプレイングゲームである。通称「ラスレム」。

## 概要
スクウェア・エニックスが2007年5月10日に開催した「プレ・カンファレンス ミーティング」で「完全オリジナルRPGタイトル」として発表した、Xbox 360とプレイステーション3（当初）用のゲームソフトである。日本だけではなく世界を視野に入れたブランドとして開発され、Xbox 360版が日米欧で2008年11月20日に同時発売された。後に、マイクロソフトが2008年7月14日に開催した「Xbox360 E308 メディアブリーフィング」でPC版も発表し、日米欧で2009年3月から4月にかけて発売された。
バトルは最大70体による集団戦が激しく展開され、大軍勢を操り、敵の大軍勢と戦う。コマンド入力によるターン制システムとなっており、一般的なロールプレイングゲームと変わらない簡単な操作で"ユニオン"と呼ばれる部隊に分かれた複数人のユニットを指揮し、集団戦を繰り広げる。戦況によってコマンドは変化し、戦闘にリアルタイムで介入できるシステムを採用している。バトルもイベントシーンも高画質で製作されており、馴染深い操作方法ながらも新しい感覚が味わえるように工夫しているとのこと。
Epic Gamesのゲームエンジン、Unreal Engine 3をライセンス使用している。開発当時はEpic Gamesに日本支社がなく、ドキュメントも全て英語で書かれていたため、翻訳と時差に翻弄される開発となった。この出来事は後にエピック・ゲームズ・ジャパンを設立させるきっかけにもなっている。
初週販売本数10.2万本を記録し、Xbox 360の歴代初週ランキング第1位を獲得した。2010年現在のXbox 360ソフト国内売上は第4位である。
前述のとおりPS3版の発売も予定にあるが、2009年3月に開催されたGame Developers Conferenceにおいて、「（PS3版に関しては）何も言えない」という発言を開発スタッフが残している。また、2009年6月24日に開催されたスクウェア・エニックスの株主総会で、代表取締役社長の和田洋一から、PS3版の発売について否定的な発言があったとされているが、スクウェア・エニックスの公式サイトには、2013年10月現在もPS3の発売予定ソフトとして記載が残っている。
クラウドゲームサービス「Gクラスタ」を使用したブロードメディアとGクラスタ・グローバルのクラウドゲーム機「G-cluster」および「Gクラスタ」が搭載されたテレビや、NTTぷららの「ひかりTVゲーム」でも2014年12月11日より配信開始された。

## システム

### エンカウントトリガー
エンカウント方式はマップ上のモンスターに触れると戦闘が始まるシンボルエンカウントを採用しているが、敵に近づいてから「エンカウントトリガー」を引くことによって自発的にモンスターと戦闘するシステムとなっており、逆にエンカウントトリガーを引かずに敵から接触されて戦闘に突入した場合、必ず不利な状態で戦闘がスタートする。
ゲームを進めるとフィールド上の時間の流れを遅める「エイムタイム」という能力が使えるようになり、これを使って次々とフィールド上の敵に近づくことで複数の敵と仮エンカウント（リンク）し、その後エンカウントトリガーを引くことでリンクした敵とまとめて戦闘に入ることもできる。その場合はリンクした数に応じて戦闘の報酬にボーナスが入る。

### ユニオン
戦闘で戦う仲間は、ストーリーの途中で加わったり、ギルドで雇って加えたりする。仲間の数は、300人以上。本作のキャラクターは他のパーティキャラクターとユニオンというチームを組んで戦闘する。一つのユニオンは最大5人まで組むことができ、最大18人まで戦闘に参加することが出来る。ユニオンのHPはユニオンに属するキャラクターのHPの総数であり、HPがなくなった場合ユニオンは戦闘不能となる。また、ユニオンで陣形を組むこともでき、陣形によって各キャラクターの能力に増減が発生する。
ユニオンを組むにはリーダーというキャラクターが必ず一人必要で、それ以外のキャラクターはリーダーか一般兵（無料アスラム兵）で組成する。リーダーは固有の容姿と能力を持ったユニークリーダーと、雇用金の安い一般リーダーが存在している。装備品の変更などは不可能で、自動的またはユニークリーダーであれば要求に応えることで成長していく。
Xbox 360版では戦闘に参加できるリーダーは6人までというルールがあったが、PC版ではこの制限は解除されており、戦闘に参加するキャラクター全員をリーダーにすることも可能となった。
戦闘においてはターンの初めに、ユニット単位ではなくユニオン単位で、行動目標と「攻撃しろ」「アーツを使え」「救助しろ」といった総合的な内容のコマンドで指示を与えていく。そのコマンドを使用したときにユニオンの各ユニットが何をするかを見ることは可能。

### ロックアップ
戦闘中には、ロックアップと呼ばれるユニオンどうしで近接戦闘が行われている局地戦が発生することがある。一つのユニオンが対等にロックアップできるのは一つのユニオンまでで、一つのユニオンに対して複数のユニオンでロックアップした場合はダメージ量が増加する。ボスキャラクターなどであれば複数のユニオンにロックアップが可能である。
本作ではこのロックアップが戦闘の軸となっており、各ユニオンはコマンドによって攻撃するときは、ターゲットに向かってロックアップをするように近づいていく。そのユニオンのターゲットへのロックアップを阻止してロックアップする（インターセプト）といった戦術を取ることもできる。
また、ロックアップを無視してターゲットを変えたり、遠距離攻撃をする場合など、ロックアップをするつもりの無いターゲットが攻撃されるとレイドロックという不意打ちが発生し、大ダメージを被ってしまう。このためロックアップ中のターゲット変更は基本的にできなくなっている。

### その他
クリティカルトリガー
戦闘アニメーション中にボタン表示と共に動作がスローモーションになる場合がある。このときにタイミング良くボタンを押すとクリティカルトリガーとして様々な戦闘に有利な効果が得られる。
モラルゲージ
バトル画面の上にある「モラルゲージ」は、プレイヤーが優位になり上昇すると、ダメージが上がったりする。

## ストーリー
はるか昔、レムナントと呼ばれる謎の遺跡が発見される。レムナントの活用により、世界は秩序と平和を保っていたものの、その強大すぎる力は世界を徐々に歪めていき、戦乱を引き起こした。
それから1000年後、ミトラ族の青年・ラッシュは妹・イリーナと平穏な日々を過ごしていたが、ある日突如現れた謎の組織がイリーナを連れ去ってしまう。やがて、ラッシュは自分自身でイリーナを取り戻す決意をし、平和だった島を出て戦乱の世へと一歩を踏み出す。
やがて、ラッシュはイリーナと再会し、冒険を続ける。

## 世界設定

### レムナント
本作はこれを軸に沿って物語が進む。誰が何の為に開発したのかは不明。世界各地に存在する謎の物体であり、大きさや形状は様々なものである。又、不思議な力があり周辺にある自然や人々に何らかの影響を与えており、力の内容はレムナントによって異なる。物語の設定上だけの存在では無く、実際の戦闘にも密接に関わってくる。
サイクロップス
主人公・ラッシュの持つタリスマンの中に封印されているレムナント。巨像のような姿をしており圧倒的な破壊力を誇る。物語の進行により戦闘中に呼び出すことが可能になる。
ゲイ・ボルグ
遥か昔より存在が確認されているレムナント。莫大なエネルギーを爆弾のように撃ち出し、その力を利用するには使い手の精神力を必要とするため、乱用はできない。代々のアスラム領主が受け継いでおり、現在はダヴィッド・ナッサウが使い手。
ロブオーメン
イェーガーが操る飛行型レムナント。

### 世界観
- ミトラ、ヤーマ、クシティ、ソバニの4つの種族が暮らす世界。
- アスラム - ダヴィッドが治める地方都市。
- セラパレス - アスラムの親都市。
- バルテロッサ - 砂漠にある商業都市。
- メルフィナ -「ブルーエルフ」と呼ぶ、水球レムナントがある都市。
- エリュシオン - 世界の中央に位置する大都市。
- ナーガプール - ウィルフレッド・エルマイエンが治める都市。
- アカデミー - レムナントの研究機関で聖都エリュシオンに本部がある。

### 種族
ミトラ族
普通の人間。特に能力・知力は平均並だが、数が多い種族。
ヤーマ族
魚のような容姿と体を持つ巨大な種族。力は圧倒的に強い。
クシティ族
カエルのような姿をした亜人。他の種族と比較すると体は最も小さい。
ソバニ族
猫のような濃厚な顔と、4本腕を持つ種族。

## 登場人物

### 主要人物
ラッシュ・サイクス
声：野島健児
本作の主人公。18歳。"レムナント"が存在しない島・ユラム島に住む少年。家族想いで特に妹のイリーナの事になると無鉄砲になり、喜怒哀楽が激しい感受性豊かな性格。妹のイリーナと共に平穏に過ごしていたが、彼女が突如謎の組織に誘拐されたのをきっかけに島を出る。マリオン・マーシャルの末裔と思われていたが、彼自身が意志を持った「管理者」という人型レムナントであった。つねに、戦闘に参加する（PC版では戦闘メンバーから外すことも可能となった）ため、装備品も自由に選べる。
固有アーツは、「マルチキャスト」「タリスマンガード」「サイクロプス」。
イリーナ・サイクス
声：名塚佳織
14歳。ラッシュの妹であり、ミトラ族の少女。兄と平穏にユラム島で過ごしていたが突然謎の組織に誘拐されてしまう。マリオン・マーシャルの末裔だが本人はそれを知らない。途中で、ラッシュと再会し、ダヴィッドの同行を得て、共に戦うことになる。
固有アーツは、「マルチキャスト」。

### アスラム
ダヴィッド・ナッサウ
声：小野大輔
19歳にしてアスラム領主となったミトラ族の青年。アスラムの経済発展と独立を願い、軍を率い奮闘している。そんな立場のため冷徹に振舞うことが多く、基本的に自らの感情を制御しているが本来はとても熱い人間で、公務など使う一人称は"私"だが感情が高ぶったり心から信頼できる相手の場合"俺"になる。戦闘用レムナント”ゲイ・ボルグ”の使い手。成り行きで知り合ったラッシュと協力することになる。そもそもダヴィッドはアスラムをセラパレスから独立させようと思ったのはとある理由があり、展開によってはダヴィッドからその顛末を聞くこととなる。
固有アーツは、「エクス・マキナ」「ゲイ・ボルグ」。

#### アスラム四将軍
アスラムを守護する四人の将軍で文武両道を兼ね備えたものがそれを名乗る事ができる重要にて大変名誉な役職。しかもあくまで実力でその座を勝ち取るためアスラムの平民も慕うものが多い。
エマ・ハニウェル
声：田中敦子
41歳。アスラム四将軍の紅一点でアスラム家に昔から仕えるハニウェル家現当主。過去ダヴィッドの教育係を務め自他ともに厳しい人物。
エマ・ハニウェル・セカンド
声：小島幸子
エマの実娘。通称「エミー」。物語の途中よりラッシュたちの仲間に入る。
固有アーツは「百花繚乱」「ナムル・ニラム」。
トルガル
声：楠大典
200歳。アスラム四将軍のリーダー格。本来はあまりミトラに関わり合いを持たないソバニながらアスラムに対して忠誠を誓っている。過去に同じソバニアーリンと組んで鋼の絆というユニオンを作り世直しをしていたが、先代のアスラム公に心服し仕えるようになった。
パグズ
声：小形満
55歳。アスラム四将軍の参謀格。小柄な種族のクシティだが大勢の部下を取り仕切る存在で彼を起点に動くことも多々ある。また研究熱心で暇があればよく歴史本をあさっている。また他国にも顔が広いのか、学友としてトレジャーハンターをしているシバリ・セラパレスで将軍職を退役した後教授をしているマダックスというクシティとは長い付き合いである。
ブロクター
声：間宮康弘
24歳。大柄な種族ヤーマの出身でアスラム四将軍きっての剛腕を誇る。見かけは恐ろしいが素は優しい人物で幼少時ダヴィッドの幼馴染でもあった。

### セラパレス
クーバイン
声：皆川純子
セラパレス領主。見かけは子供のそれながら強大な魔力を持ち頭も切れる人物でレムナント”アンバーマリーチ”と契約している。アスラムの親都市領主だけあり、ダヴィッドを呼び捨てにできる人物だが後にアスラム独立を認め、最後の決戦を見送る態度を取る。

### 聖都エリュシオン

#### アカデミー
マリーナ・サイクス
声：堀越真己
ラッシュとイリーナの母親。レムナント研究の第一人者。実はもともと孤児エリュシオンのアカデミーに拾われ、いろいろ研究していたがそこで自分がマリオン・マーシャルの末裔だと知ることとなる。ちなみにアスラム四将軍エマとはエマがアスラムのためレムナントを探しに来た時に知り合い、友人関係となる。
ジョン・サイクス
声：藤本たかひろ
ラッシュとイリーナの父親。マリーナ同様高名なレムナント研究者。

#### 第三委員会
ワグラム
声：森山周一郎
ミトラ族の男性。第三委員会の一員。イェーガーの上司で、貴族のような立ち振る舞いが多い。
イェーガー
声：藤本たかひろ
イリーナを誘拐した組織の一員。死闘を繰り広げ鍛え上げた強靭な肉体と、冷静沈着な面を併せ持つ。ワグラムと共に行動し、"ロブオーメン"という飛行レムナントを操る。仕事として暗殺などもするも、素は気のいい人物で後に仲間として雇えるようになる。
固有アーツは、「ベオウルフ」「ロブオーメン」

### バルテロッサ
ベルトール
バルテロッサ女領主。レムナント“トウテツ”の契約者。普段は大国という事もあり冷徹な感じさえ受ける女性だが、あくまで公務上の態度であり一人娘のシャルロットをだれよりも思っている。しかし貿易上の事でロイオティアとは不仲でロイオティア領主プリアムとは犬猿の仲。

### ロイオティア
プリアム
ロイオティア領主。レムナント“エメス・タグ”の契約者。威厳のある人物で息子のパリス曰く元々はロイオティア一の剣豪だった。現在バルテロッサと貿易をしているがバルテロッサ領主ベルトールとは折り合いが悪い。

### メルフィナ
オルビーク
メルフィナ領主。レムナント“ブルーエルフ”の契約者。学術・魔術の盛んなメルフィナらしい研究心に満ちたクシティで穏やかな気質を持つ。

### ゴール
ゴール
声：五王四郎
ゴール領主。レムナント“ビルキース”の契約者でヤーマに当たる。昔エルマイエン家の人間に助けられた事があり、三代にわたるほど使えていた義理堅い人物。セラパレスと敵対関係だった為。アスラムとは小競り合いを起こしていたが、展開によってはラッシュたちの仲間になってくれる。

### 竜城ナーガプール
ウィルフレッド・エルマイエン
声：真殿光昭
34歳。ナーガプール領主でレムナント・グゥエインの契約者。名門エルマイエン家出身で各国の代表が集まる「共和会議」の現議長兼「アカデミー」の代表を取り仕切り他の領主からも一目置かれる存在。生まれの良さか周囲から落ち着いた人間と思われがちながら傲慢な所もあり、心の奥底では何かしらの野望を燃やしている模様。父オズワルドのつてかマリーナの素性も知っていた模様（何かあったのか娘のイリーナに対して怒りを向けた事もあった）でイリーナを利用し、レムナントを自分一人が独占し新しい神皇帝になる野望を秘めていた。そのため覇王やワグラムも利用していたが逆にワグラムから利用される結果となり、ナーガプール壊滅のときに死亡したと共和会議は判断した。が、実は生きており、覇王からレムナントアラ・メルビラーナを受け取って、ラッシュや領主たちに復讐しようと企むが、覇王本来の意思に反していたため勝負がついた後覇王に消された。
オズワルド
ナーガプールで暮らしている老人。マリーナとも関わりがあり、ラッシュやイリーナに対し親身になってくれる人物。ナーガプールの地理にとても詳しく色々と教えてくれる。その正体はウィルフレッド・エルマイエン公より以前のナーガプール領主オズワルド・エルマイエン公。孤児だったマリーナを養子として引き取り、アカデミーの研究者として抜擢した張本人でもある。

### 帝都ウンデルバルド
神皇帝
声：林一夫
ウンデルバルドを収める神皇帝。レムナント“ハルモニウム”の契約者。だが正直先代ほどの威光はなく享楽のまま行動しているが、内心もう一度栄華を取り戻したいのか、とある人物と交流があり……。

### 覇王軍
覇王
声：大友龍三郎
本名、経歴一切不明。突如現れ、圧倒的な強さでその存在を世界に轟かせた。その戦いぶりから、いつしか”覇王”と呼ばれるようになった。彼の衣の色は、倒した者の返り血とも言われている。
ロエアス
声：皆川純子
美しい外見と声を利用し、覇王軍の広報的な役割を果たしている女戦士。だが本来の性格は非常に戦闘的、かつ残忍。戦場でだけその性格を発揮し、敵軍へと襲いかかる。
固有アーツは、「白夜のガデンツァ」。更にカスタネアと協力することで「カタパルト」を使い、カスタネアが撤退したときは「オーバードライブ」を使用する。
カスタネア
声：不明
ロエアス同様覇王の側近で巨大な体躯をした鎧戦士。無口、表情が見えない、その上感情表現が無い為ロエアス以外彼の感情を読み取ることが困難。またロエアス同様戦闘時には好戦的で残虐な一面を存分に出す。
固有アーツは、「千本ノック」。更にロエアスと協力することで「カタパルト」を使い、ロエアスが撤退したときは「オーバードライブ」を使用する。

#### 七人衆
ロエアス、カスタネアの命令によって動く覇王軍精鋭の7人の戦士。全員が個々のレムナントを所持する。アスラム四将軍同様に4大種族による混成部隊である。
スニーヴァン
声：櫛田泰道
七人衆の「麗」。潔癖症でナルシストのソバニ。所持レムナントは"ブリューナク"。
固有アーツは、「ヴェファーレ」。
ズイドウ
声：北川勝博
七人衆の「裂」。二重人格のヤーマ。所持レムナントは"オブシダン"。
固有アーツは、「ジャイアントプレス」。
ルドーブ
声：ふくまつ進紗
七人衆の「怨」。過去の出来事で精神に異常をきたしたクシティ。所持レムナントは"ハートエイク"
固有アーツは、「ギャラクシィ」。
ひなとはな
声：沢城みゆき
七人衆の「哀」（ひな）、「憐」(はな)。双子姉妹のミトラでひなが姉。所持レムナントは"月下美人"(ひな)、紅薙（はな）
固有アーツは、「大乱れ雪月花【合咲】（合体攻撃）」、「絶対服従（ひな）」。
ヤング
声：高橋研二
七人衆の「乱」。戦闘狂のミトラ。所持レムナントは"氷の剣"。
固有アーツは、「大喧嘩」。
ミルトン
声：林一夫
七人衆の「極」。覇王に心酔するミトラで七人衆のリーダー格。所持レムナントは"ワンダーバングル"。
固有アーツは、「気合」。

### その他
マリオン・マーシャル
千年前神皇帝に見初められた人物でレムナント契約を書き換える能力を持っている。

## スタッフ
- 髙井浩：ディレクター
- 上田信之：プロデューサー
- 宮前公彦：チーフアーチスト
- 八木正人：チーフプランナー
- 直良有祐：アートプロデューサー
- 小林功児：イベント
- 関戸剛：コンポーザー
- 山中康央：コンポーザー
- 河津秋敏：エグゼグティブプロデューサー

## PC版
- 音声を日本語から英語に変更可能。
- バトルのリーダーユニット数の参加制限が撤廃。
- バトル倍速モードを搭載し、バトルが速く行える。
- 武器防具のプレビュー機能を搭載。
- アーツ、アイテムの確認、装備スタイルの変更が可能。
- 中盤で闘う七人衆が、特定の条件を満たせばリーダーユニットとして参戦できる。
- ドルビーデジタル・ライブ対応のサウンドカードを使用する事でXbox 360版と同様に5.1chサラウンドの臨場感を味わうことができる（事前にサウンドカード側での設定が必要）。
- 対応映像出力が1920×1080 pixelsのフルハイビジョン相当（最大では1920×1200 pixels）の表示が可能になった。いずれの表示も全画面ならびにウインドウ表示が可能。接続しているビデオカードやディスプレイの種類によって表示の差が出る場合もある。
- 二周目以降。素材や武器の持ち越しが出来る周回プレイやハードモードに当たる“乱殺マニアクス”が選択できるようになる。
- 2018年9月5日で販売停止[10]

## リマスタード版
2018年12月6日にPlayStation 4向けのリマスタード版が配信され、2019年6月11日にはSwitch向けにリマスタード版が配信された。

## 関連商品
Xbox 360 ラスト レムナント プレミアムパック
『ラストレムナント』のゲームソフト・オリジナルフェイスプレート（非売品）・メドレーバージョン プレミアム サウンドトラック CD（非売品。『オリジナル・サウンドトラック』とは異なるサウンドトラック）と、Xbox 360 スタンダードモデル（HDMI端子搭載、HDD 60GBモデル）が同梱された台数限定パック。Xbox 360の基板は省電力化した「Jasper」となっている。発売元はマイクロソフト、スクウェア・エニックス。2008年11月20日発売。
ラスト レムナント オリジナル・サウンドトラック
本作のサウンドトラック。CD3枚組み。発売元はスクウェア・エニックス、販売元はソニー・ミュージックディストリビューション。2008年12月10日発売。